# Papa-piri
O papa-piri (Tachuris rubrigastra), é uma espécie de ave passeriforme da família Tachurisidae. É o único membro do gênero Tachuris e suas relações com outras espécies são incertas. É nativo do centro sul e da região andina do centro-oeste da América do Sul.

## Etimologia
O nome gênero “Tachuris” deriva do guarani “tachurí, tarichú”: que designa várias pequenas aves comedoras de insetos; e o nome da espécie “rubrigastra”, vem do latim “ruber, rubra”: vermelho  e “gaster, gasteris”: ventre; significando «de ventre vermelho».

## Distribuição e hábitat
Se encontra nos seguintes países: Argentina, Bolívia, Brasil, Chile, Paraguai e Peru.
Habita zonas úmidas e inundáveis próximos a rios e lagos. Está associado às plantas herbáceas aquáticas do gênero Scirpus. Ocorre desde o nível do mar até os 4100 m de altitude nos Andes.

## Descrição
Mede entre 10 e 11,5 cm e é muito colorido. A coroa é preta com uma faixa central vermelha (quase sempre oculta) e uma listra superciliar dourada dos dois lados. A lateral do rosto tem um triângulo azul-escuro desde o bico até os auriculares. As costas são verdes; a barriga é de um amarelo brilhante; o pescoço é branco; exibe uma banda preta ao redor do peito; o crisso é avermelhado. A cauda é curta com retrizes centrais pretas, as seguintes pretas com ponta branca e as retrizes exteriores brancas (mais evidentes em voo); as asas são pequenas e arredondadas, as coberteiras são cinza, as primárias cinza-pardo, as secundárias com borda branca formando uma larga linha transversal branca. Patas pretas, bico preto fino, olhos azul-celeste. A fêmea exibe cores mais suaves e os jovens são menos coloridos que os adultos. As aves que vivem em altitudes maiores (Andes) são ligeiramente maiores e com as listras superciliares mais largas, enquanto as aves da costa peruana podem ser mais esbranquiçadas por baixo e com as listras superciliares mais esverdeadas.

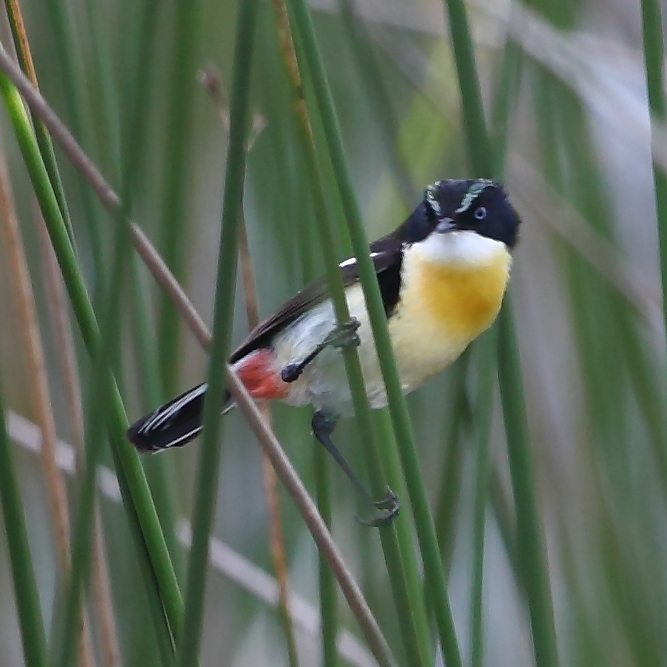
Papa-piri na Lagoa dos Patos, Rio Grande do Sul, Brasil.

## Comportamento
Se move incansavelmente dentro da cobertura de juncos e taboas e muitas vezes é difícil de ser visto. Ocasionalmente aparece à beira da água para alimentar-se e no início da manhã se acomoda em lugares mais abertos.

### Alimentação

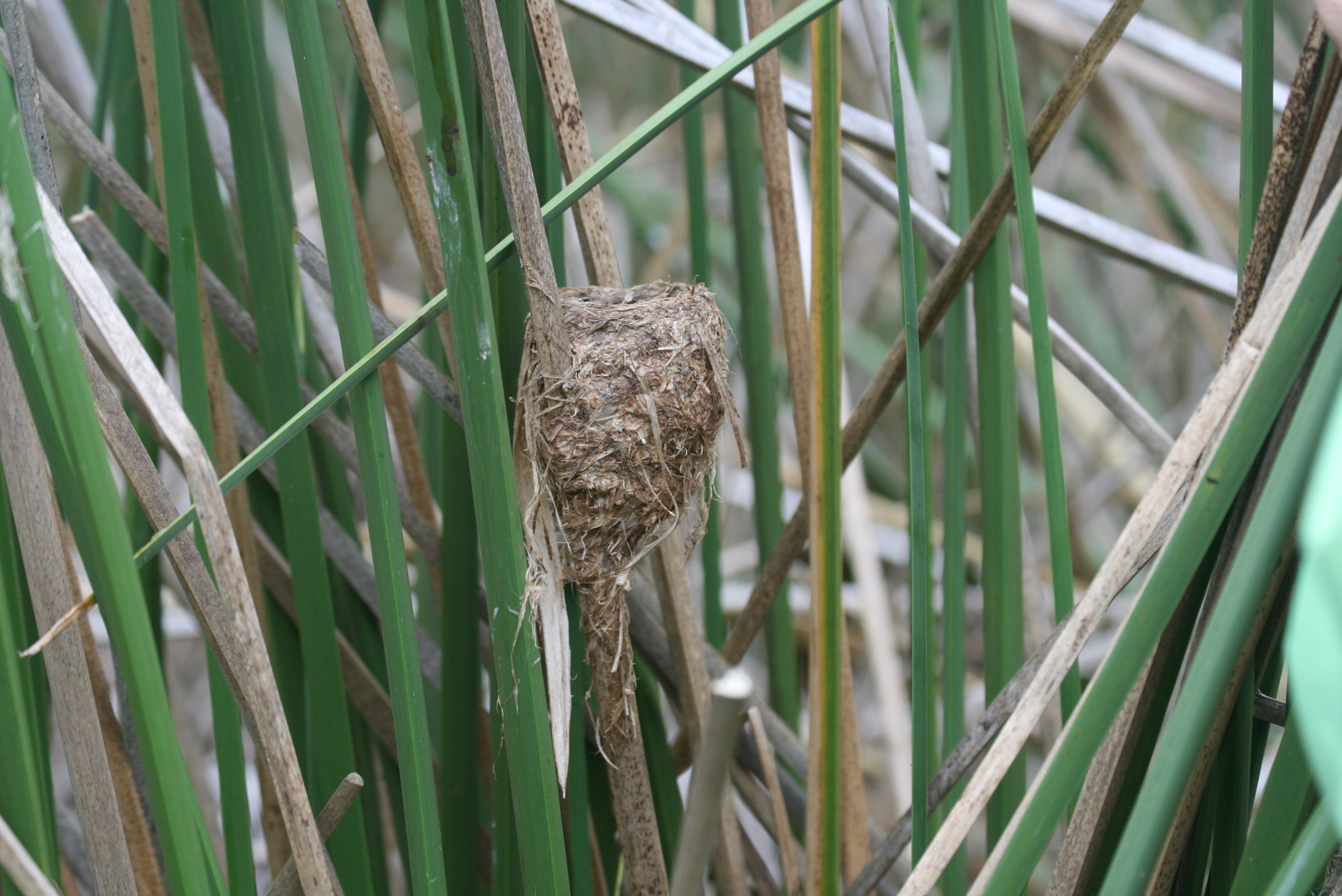
Ninho de papa-piri

Sua dieta consiste de insetos e pequenos invertebrados que encontra em seu hábitat, que caça movendo-se de taboa em taboa em voos curtos e dando pequenos saltos.

### Reprodução
Nidifica entre setembro e dezembro. Constrói um ninho feito de tiras de juncos secos, formando uma taça amarrada a um ramo de taboa, a uns 50 cm da água. Põe 2 ovos amarelados que medem 16x13 mm.

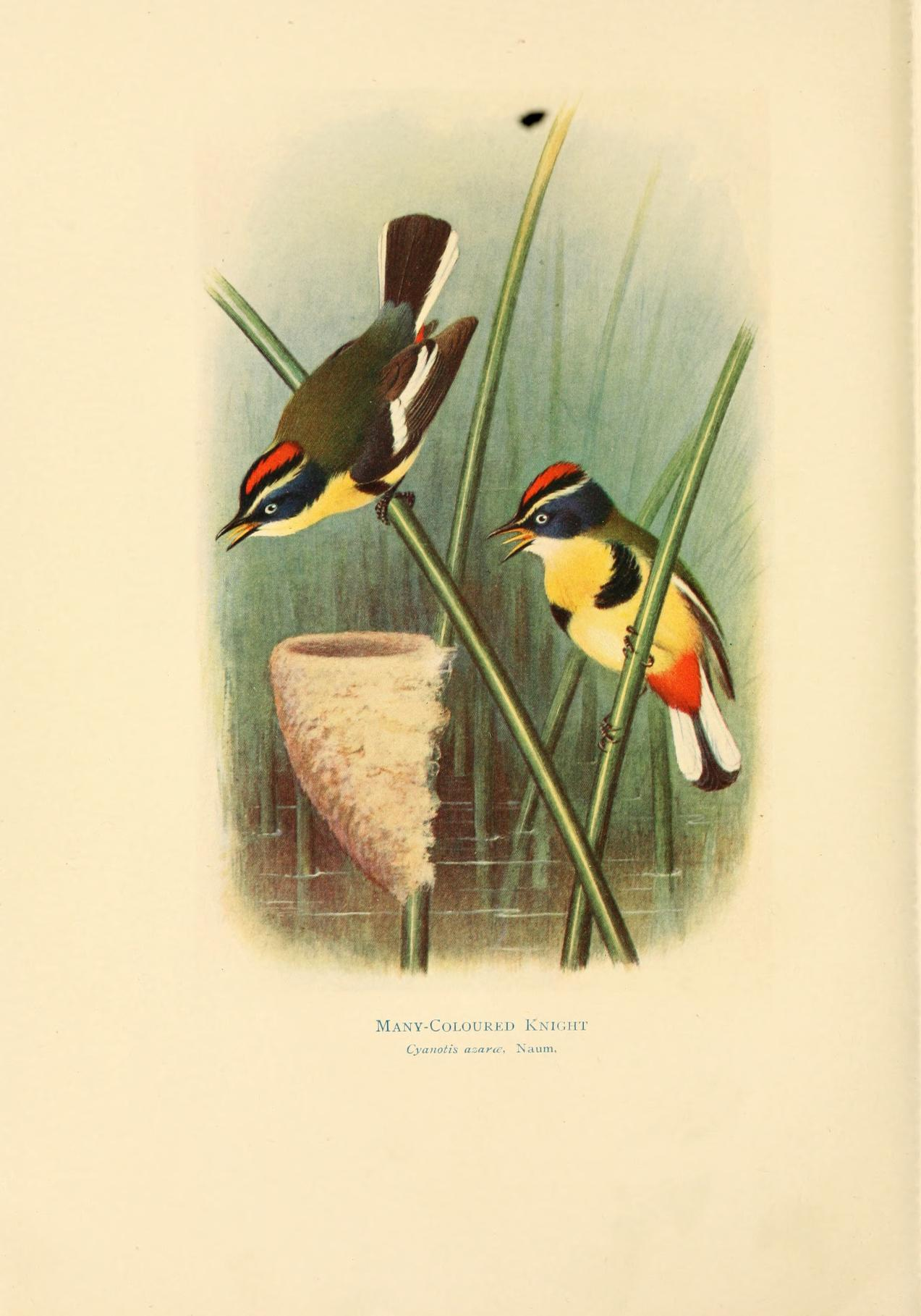
Tachuris rubrigastra, ilustração de Grönvold para W. H. Hudson Birds of la Plata, 1920.

## Taxonomia
A espécie T. rubrigastra foi descrita pela primeira vez pelo naturalista francês Louis Jean Pierre Vieillot em 1817 sob o nome científico Sylvia rubrigastra.
O gênero monotípico Tachuris foi descrito pelo naturalista francês Frédéric de Lafresnaye em 1836.
As relações deste gênero com o resto da família Tyrannidae sempre foram incertas. Os amplos estudos genético-moleculares realizados por Tello et al. (2009) descobriram uma grande quantidade de relações inovadoras dentro da família Tyrannidae que todavia não estam refletidos na maioria das classificações. O diagnóstico para Tachuris foi que os estudos moleculares demostraram consistentemente que o gênero pertence a uma linhagem antiga e isolada com relação a Rhynchocyclidae e Tyrannidae, porém não associado a nenhum deles nem ambiguamente. A idade estimada, mesmo que inconclusiva devido à baixa resolução dos dados, aponta para uma idade entre 25 e 28 milhões de anos. Tanto em morfologia como em comportamento, Tachuris é um dos membros mais diferenciados da parvordem Tyrannida. Seguindo esses estudos, Ohlson et al. (2013) propuseram dividir Tyrannidae em cinco famílias, entre as quais Tachurididae Ohlson,  Irestedt, Ericson & Fjeldså, 2013  exclusiva para o presente gênero. O Comitê Brasileiro de Registros Ornitológicos (CBRO) e Avibase adotam a dita família, enquanto a American Ornithologists' Union aguarda propostas para analisar as alterações.
Foi proposto que o nome Tachurididae estaria errado por não obedecer à raiz do mesmo: Tachuris, e foi sugerido sua alteração para Tachurisidae, de acordo com Franz (2015). O CBRO já adota o novo nome.

### Cladograma proposto para a família Tachurisidae
De acordo com Ohlson et al. 2013, a posição da família fica assim:
|                          | Pipridae |
|                          | |
|                          | Cotingidae |
|                          | |
| Superfamilia Tyrannoidea | \| \| Oxyruncidae \| \| \| \| \| \| Onychorhynchidae \| \| \| \| \| \| Tityridae \| \| \| \| \| \| Pipritidae \| \| \| \| \| \| Platyrinchidae \| \| \| \| \| \| Tachurisidae: Tachuris \| \| \| \| \| \| Rhynchocyclidae \| \| \| \| \| \| Tyrannidae \| \| \| \| |
|                          | \| \| Oxyruncidae \| \| \| \| \| \| Onychorhynchidae \| \| \| \| \| \| Tityridae \| \| \| \| \| \| Pipritidae \| \| \| \| \| \| Platyrinchidae \| \| \| \| \| \| Tachurisidae: Tachuris \| \| \| \| \| \| Rhynchocyclidae \| \| \| \| \| \| Tyrannidae \| \| \| \| |
|                          | Oxyruncidae |
|                          | |
|                          | Onychorhynchidae |
|                          | |
|                          | Tityridae |
|                          | |
|                          | Pipritidae |
|                          | |
|                          | Platyrinchidae |
|                          | |
|                          | Tachurisidae: Tachuris |
|                          | |
|                          | Rhynchocyclidae |
|                          | |
|                          | Tyrannidae |
|                          | |

|  | Oxyruncidae            |
|  |                        |
|  | Onychorhynchidae       |
|  |                        |
|  | Tityridae              |
|  |                        |
|  | Pipritidae             |
|  |                        |
|  | Platyrinchidae         |
|  |                        |
|  | Tachurisidae: Tachuris |
|  |                        |
|  | Rhynchocyclidae        |
|  |                        |
|  | Tyrannidae             |
|  |                        |

### Subespécies
Segundo a classificação do Congresso Ornitológico Internacional (IOC) e a Lista de Clements v.2017, se reconhecem quatro subespécies, com sua correspondente distribuição geográfica:
- Tachuris rubrigastra libertatis Hellmayr, 1920 - oeste do Peru (Liberdade para o sul até Lima e norte de Ica).
- Tachuris rubrigastra alticola (Berlepsch & Stolzmann, 1896) - centro e sudeste do Peru (Junín para o sul até Puno), oeste da Bolívia (La Paz, Oruro) e noroeste da Argentina (Jujuy a Tucumán).
- Tachuris rubrigastra loaensis Philippi Bañados & Johnson, AW, 1946 - norte do Chile (Antofagasta na confluência dos rios Loa e  [San Salvador).
- Tachuris rubrigastra rubrigastra (Vieillot, 1817) - Paraguai, sudeste do Brasil (sul de São Paulo até o Rio Grande do Sul), Uruguai, Argentina (Misiones, e desde Santa Fe a Buenos Aires e para o sul até Santa Cruz); centro e oeste do Chile (Atacama para o sul até Chiloé e Aysén).